# Brownie (mythisch wezen)

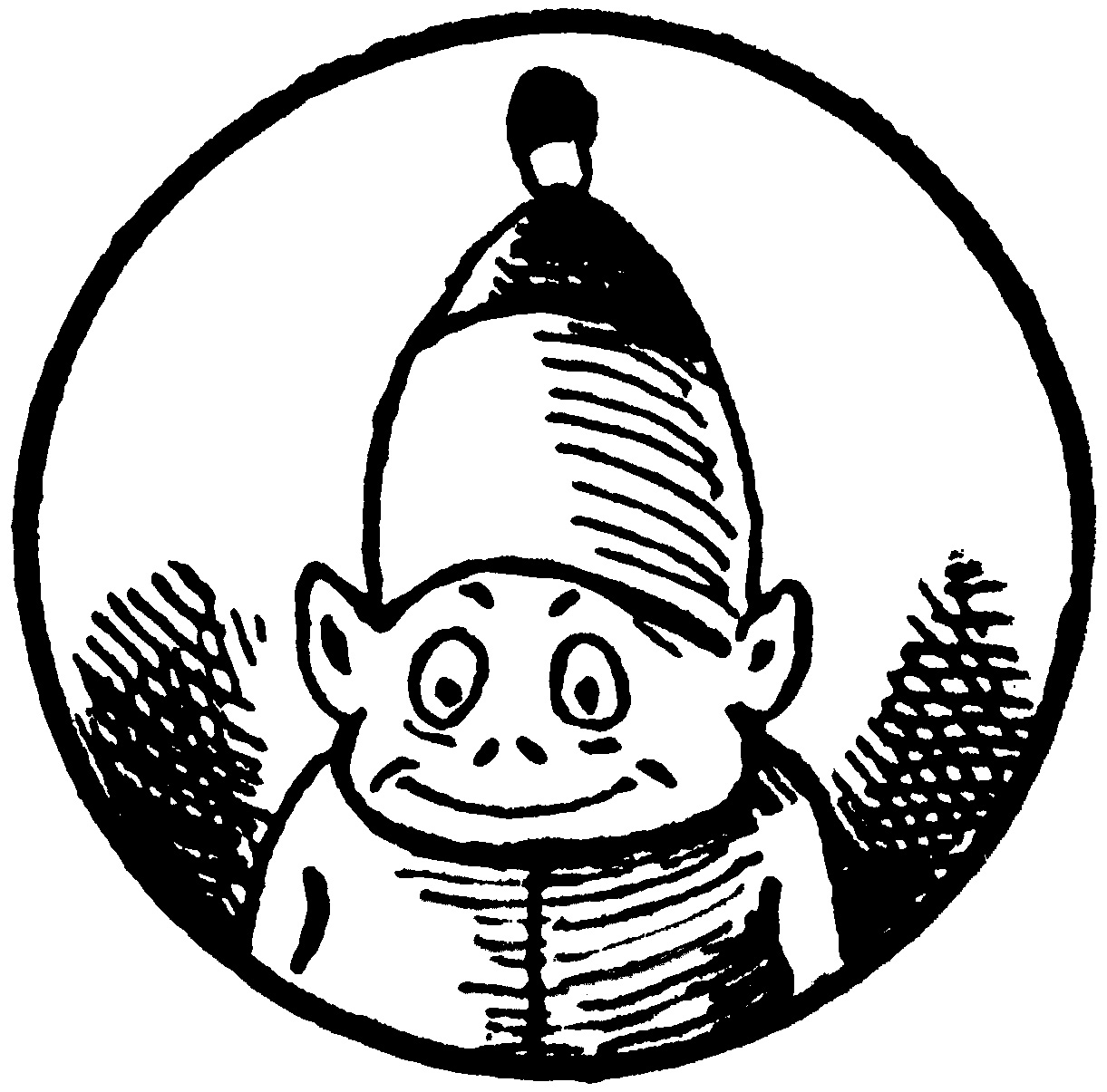
Brownie, 1894

Een brownie, brounie of urisk is een mythisch wezen dat overeenkomsten heeft met een kabouter. Het wezen is bekend in de folklore van Schotland en Engeland; in Engeland vooral in het noorden, hoewel de hob daar meer gebruikelijk is.
Het wezen wordt in het Schots-Gaelisch brùnaidh, ùruisg of gruagach genoemd. De benaming is een verbastering uit het Gaelisch en qua oorsprong is er geen verband met de Amerikaanse lekkernij of de kleur bruin.

## Eigenschappen

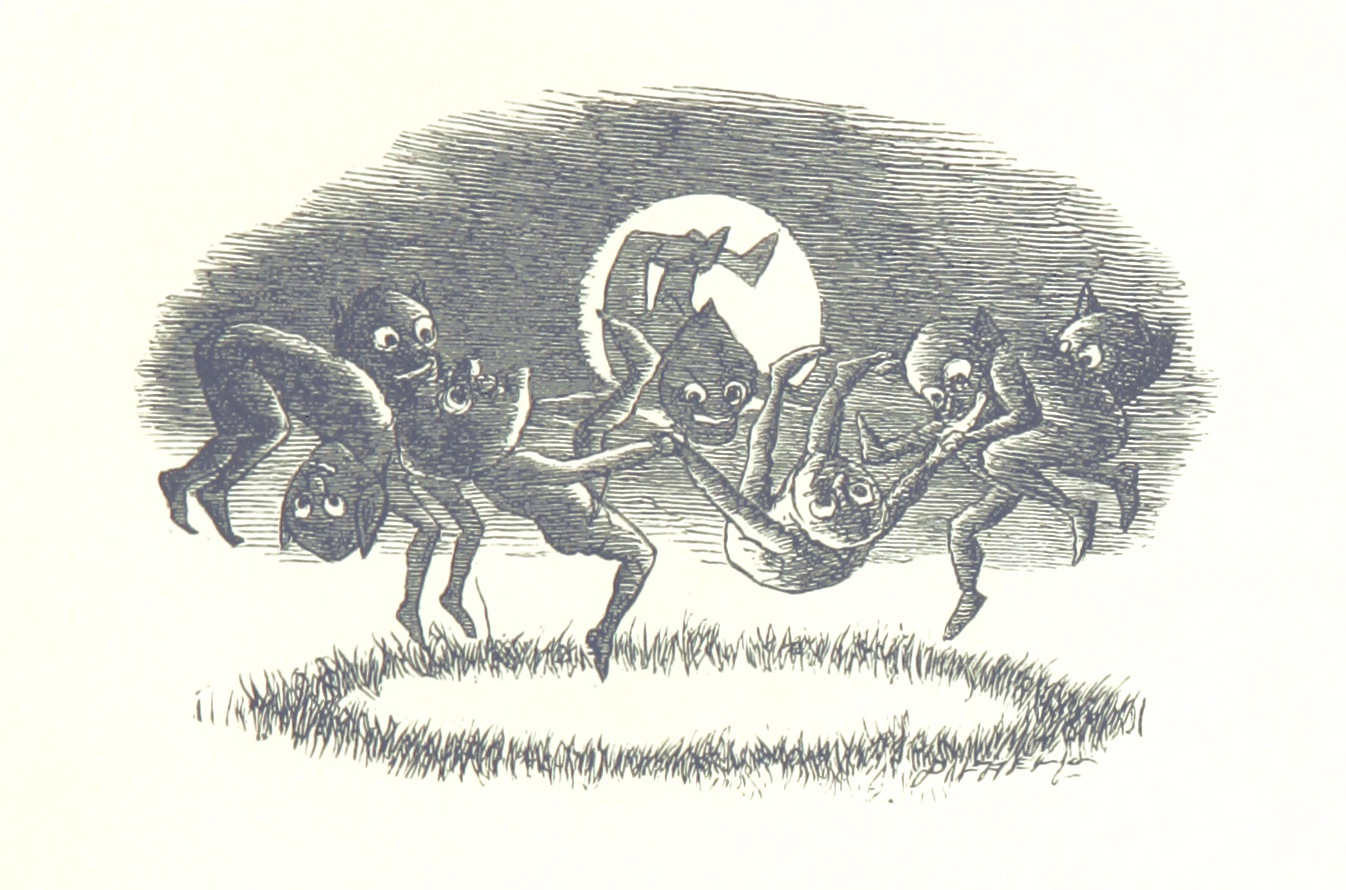

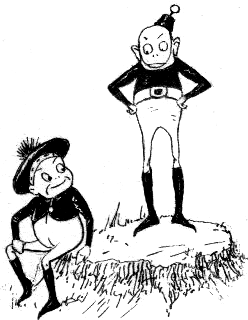
Twee brownies

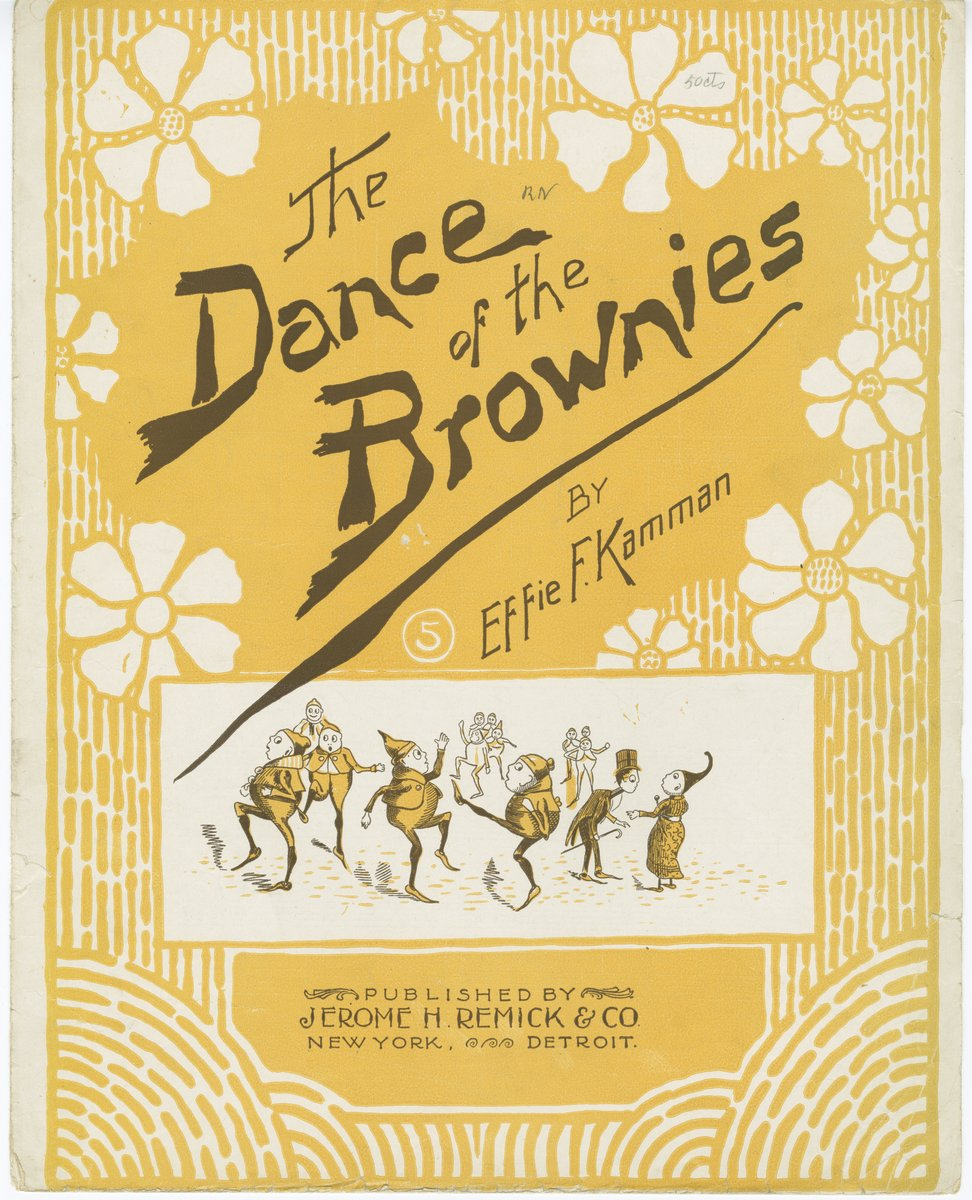
Dance of the Brownies, 1895

Brownies doen klusjes in en rond het huis, maar worden niet graag gezien en wonen in een deel van het huis dat niet in gebruik is. Ze werken 's nachts en krijgen daarvoor voedsel; ze houden van pap en honing. Als de geschenken een vorm van betaling worden, vertrekken de wezens, omdat ze vinden dat de eigenaren van het huis misbruik van ze maken.
In 1703 schreef John Brand in zijn beschrijving van Zetland dat zo'n vijftig jaar daarvoor elke familie een brownie bezat, een boze geest die de mensen diende. De hoeken van het huis werden met melk besprenkeld en als men brouwde, gebruikte men een steen die Brownies stane genoemd werd. In deze steen zat een klein gat waarin wat wort werd gegoten voor de brownie. Ze hadden ook Brownie's Stacks, waar ze het geoogste koren niet met strotouw vastbonden of met hekken vastzetten; toch kon geen stormwind er ook maar een strootje van wegblazen.
De brownie heeft overeenkomsten met de hobgoblin, de Scandinavische tomte of Nisse, de Slavische domovoj en de Duitse Heinzelmännchen.
Soms wordt Billy Blind of Billy Blin een brownie genoemd, maar in andere gevallen is het een goblin.

## Ùruisg
De ùruisg wordt socialer als de oogst binnen wordt gehaald. Het wezen houdt van zuivelproducten en werd gevreesd door melkmeisjes. Zij probeerden het wezen gunstig te stemmen door middel van libatie (melk of room). Het wezen is zichtbaar voor mensen die helderziend zijn, af en toe maakt het wezen zich zichtbaar voor anderen. De ùruisg draagt een blauwe bonnet en lange staf en heeft lang blond haar.
Elk herenhuis heeft een ùruisg, bij de haard in de keuken was altijd een stoel voor het wezen. De bewoners van een huis aan de rivier Tay beweerden dat zij tot het begin van de 20e eeuw lastiggevallen werden door zo'n wezen. Een kamer in het gebouw heet Seòmar Bhrùnaidh (Brownies kamer).
In de Schotse Hooglanden wordt het wezen Peallaidh an Spùit (Peallaidh van de Spout), Stochdail a’ Chùirt en Brùnaidh an Easain (Brownie van de kleine waterval) genoemd. Ooit had iedere stroom in Breadalbane een eigen ùruisg, hun koning was Peallaidh. Nog herkenbaar is Obair Pheallaidh (Werk van Peallaidh, in het Engels verbasterd tot Aberfeldy). Het is mogelijk dat de ùruisg oorspronkelijk een tomte was, die samensmolt met de eigenschappen van de brownie.

## Moderne verhalen
- In de film Willow wordt Willow geholpen door twee brownies (Franjean en Rool).
- De huis-elfen uit Harry Potter hebben veel overeenkomsten met de brownie.
- In de Hellboy-serie komt the Gruagach of Loch Leane voor als klein wezen, als het nodig is krijgt het wezen zijn prehistorische formaat terug.
- In de boekenserie The Spiderwick Chronicles komt een brownie genaamd Thimbletack (Duimeldop) voor.

## Overig
- Het Americanfootballteam de Cleveland Browns wordt door supporters de Brownies genoemd; een brownie is sinds 1946 de mascotte van het team.
- De naam Brownies wordt in Engeland gebruikt voor de meisjes van 7 tot 11 jaar bij de scouting, vergelijkbaar met de kabouters in Nederland. De naam is door Agnes Baden-Powell of haar broer Robert ontleend aan het verhaal The Brownies van Juliana Horatia Ewing uit 1870, waarin deze wezentjes aan kinderen ten voorbeeld gesteld worden.[1][2][3]